# قرنفل لبناني
القرنفل اللبناني (باللاتينية: Dianthus libanotis) نوع نباتي من جنس القرنفل من الفصيلة القرنفلية.

## الموئل والانتشار
موطن هذا النوع بلاد الشام ومصر وتركيا.